# Biserica unitariană din Mihai Viteazu
Biserica unitariană din Mihai Viteazu este un monument istoric aflat pe teritoriul satului Mihai Viteazu; comuna Mihai Viteazu.

## Localitatea
Mihai Viteazu, mai demult Sânmihaiu (în maghiară Szentmihály) este satul de reședință al comunei cu același nume din județul Cluj, Transilvania, România. Prima menționare documentară a satului Mihai Viteazu este din anul 1319, sub numele de  villa Szentmihálteluke.
Satul Mihai Viteazu a luat naștere prin unirea celor două sate Sânmihaiu de Jos (A.Sz.Mihályfalva) și Sânmihaiu de Sus (F.Sz.Mihályfalva).

## Biserica
Biserica a fost construită în secolul al XVIII-lea. În structura confesională a populației comunei Mihai Viteazu unitarienii au o pondere de 24,33%, ocupând locul al doilea, după ortodocși.

## Imagini

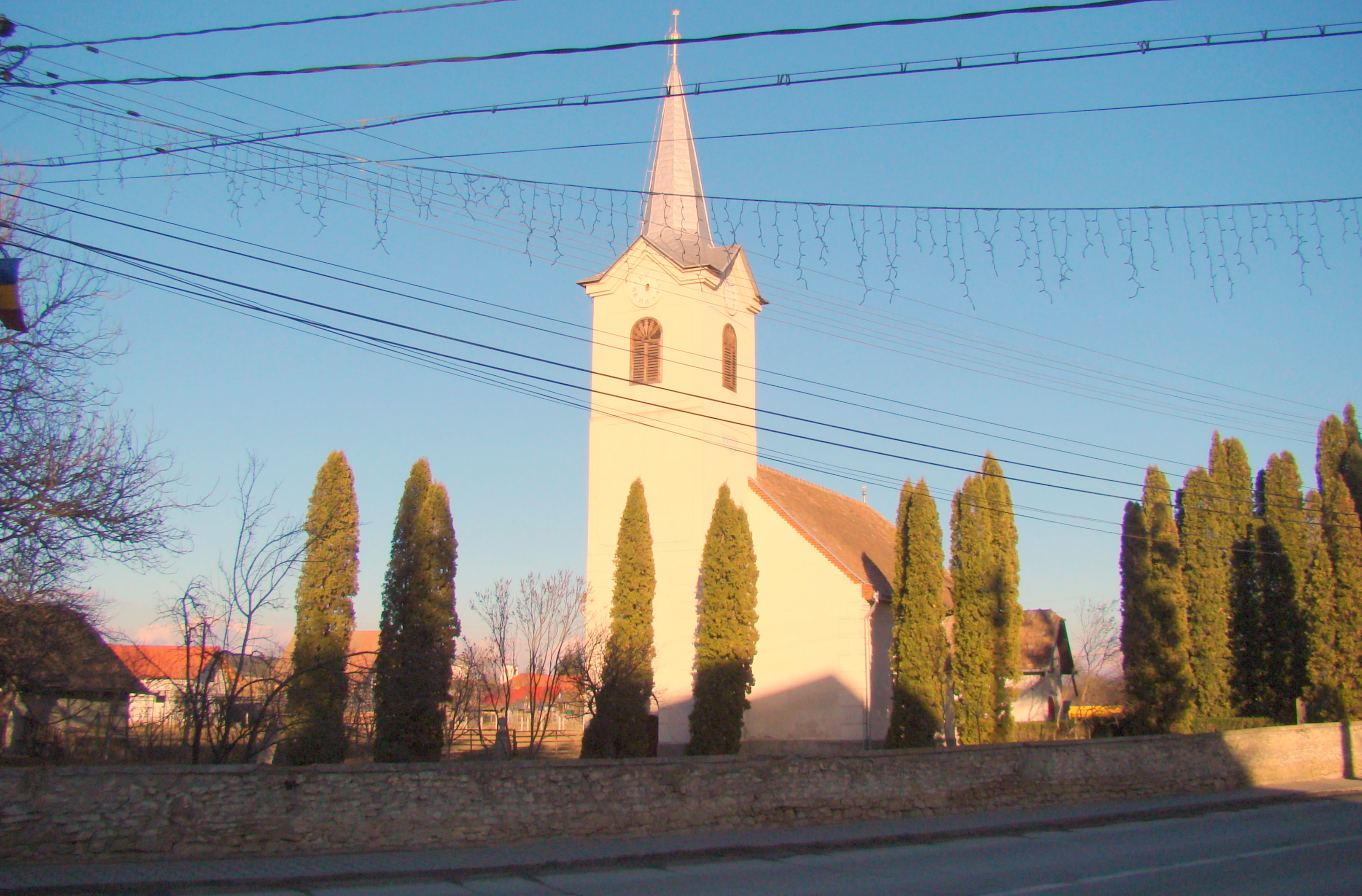
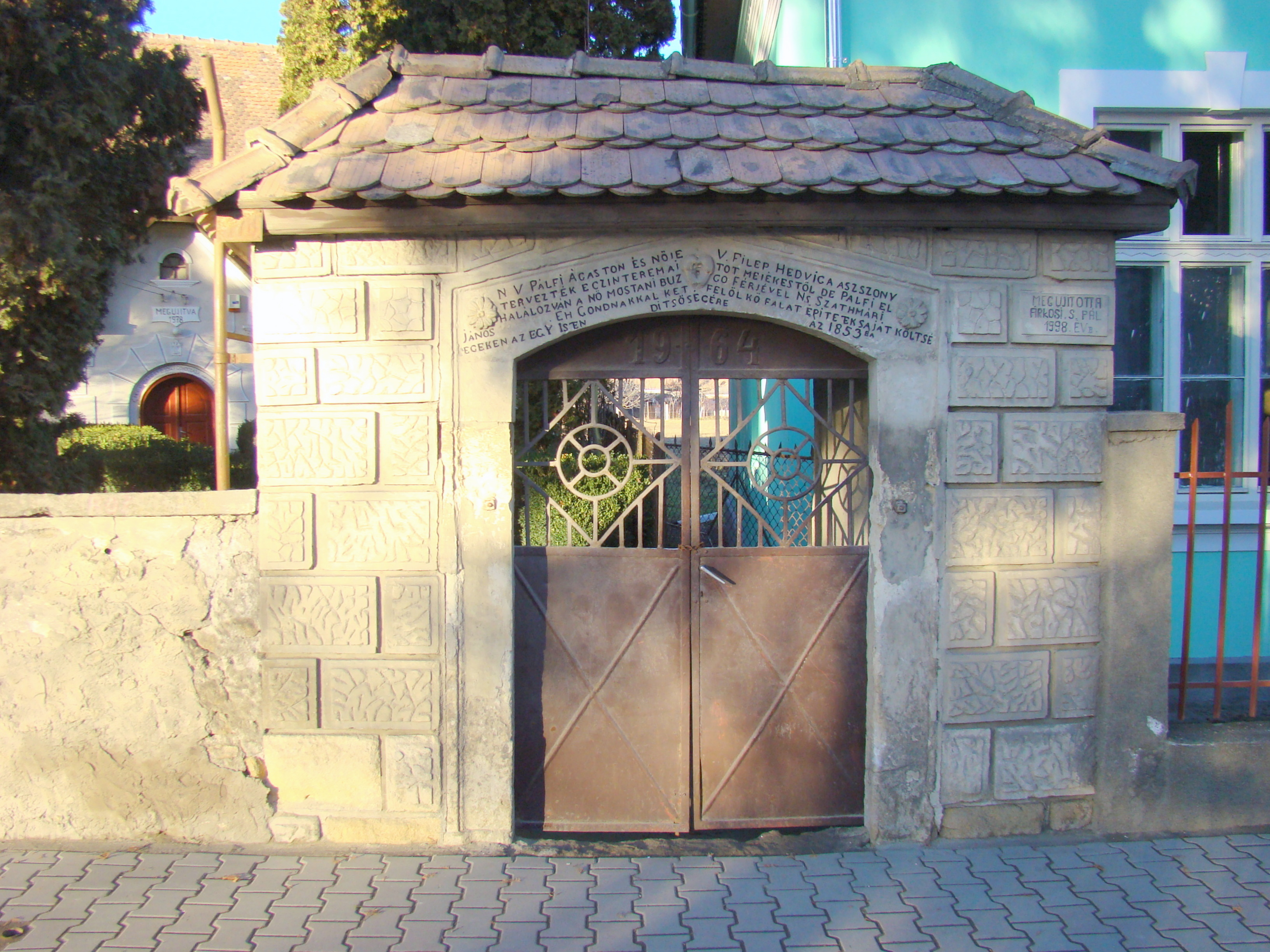
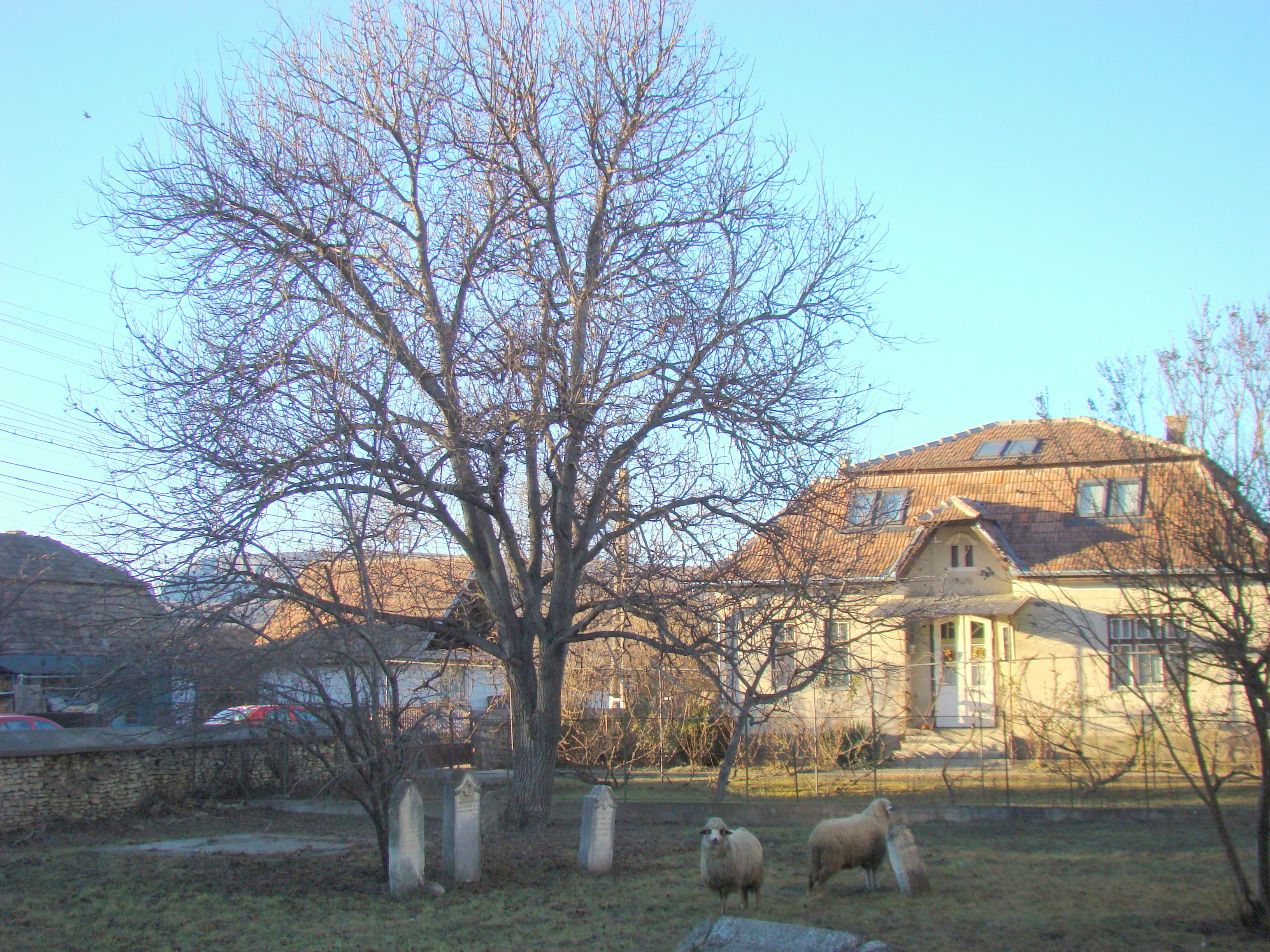
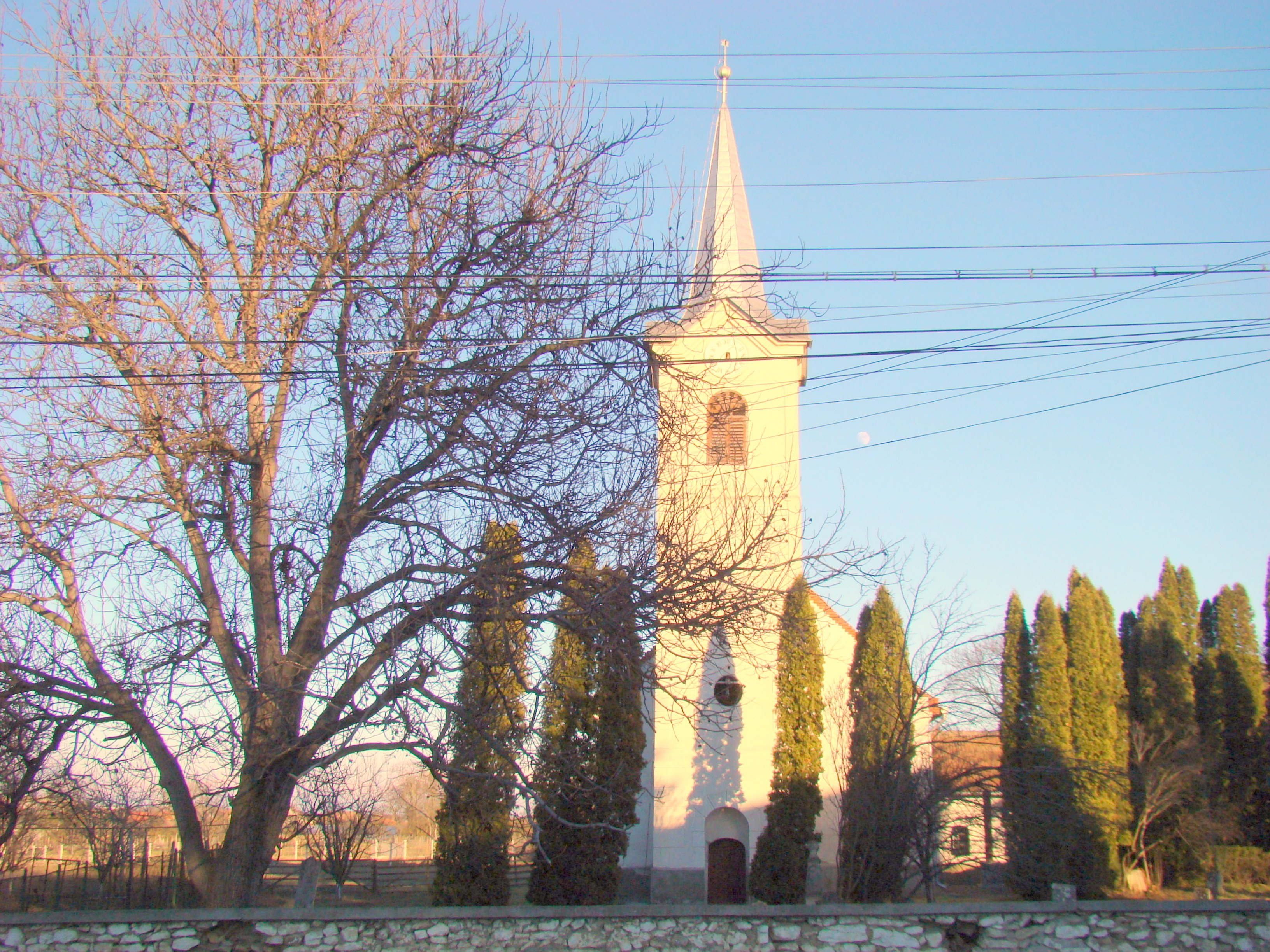
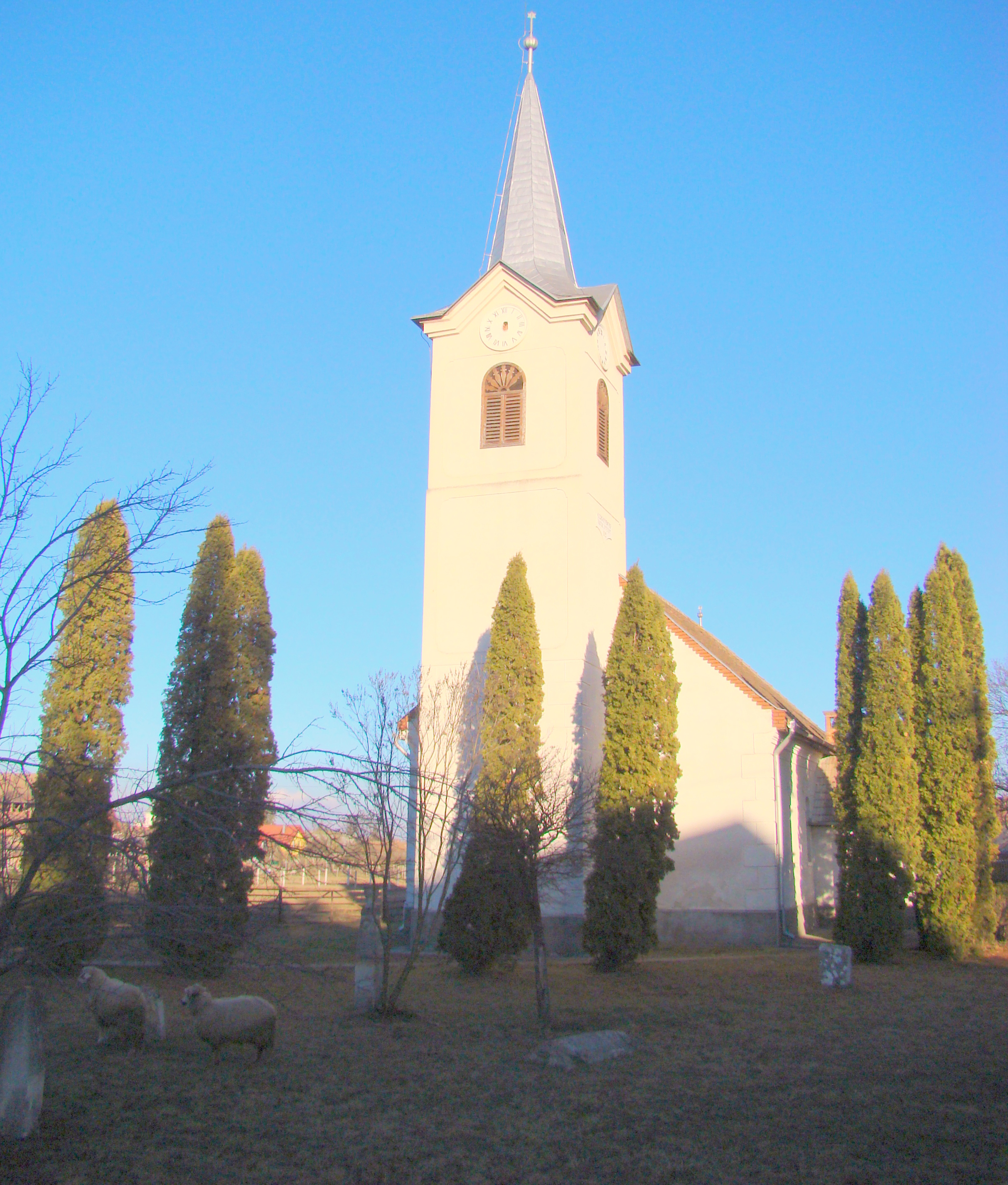

## Vezi și
- Mihai Viteazu, Cluj